# HD99859
HD99859 — хімічно пекулярна зоря спектрального класу A3, що має видиму зоряну величину в смузі V приблизно  6,3.
Вона  розташована на відстані близько 221,4 світлових років від Сонця.

## Фізичні характеристики
Зоря HD99859 обертається 
досить швидко 
навколо своєї осі. Проєкція її екваторіальної швидкості на промінь зору становить  Vsin(i)= 84км/сек.